# 동질효소
동질효소(同質酵素, 영어: isozyme)는 생화학에서 다른 유전자 자리에 있는 유전자의 산물로 아미노산 서열이 다르지만 동일한 화학 반응을 촉매하는 효소이다. 아이소자임, 동종효소(同種酵素)라고도 한다. 동질효소는 일반적으로 다른 반응 속도 매개변수(예: 다른 KM 값)을 가지거나 다르게 조절된다. 동질효소는 주어진 조직 또는 발달 단계의 특정 요구를 충족시키기 위해 물질대사의 미세 조정을 허용한다.
많은 경우에 동질효소는 시간이 지남에 따라 분기된 상동 유전자에 의해 암호화되어 있다. 엄밀히 말하면 동일한 반응을 촉매하는 다른 아미노산 서열을 가지고 있는 효소는 다른 유전자에 의해 암호화되는 경우 동질효소이고, 동일한 유전자의 다른 대립유전자에 의해 암호화되는 경우 동위효소라고 한다. 동질효소와 동위효소는 종종 같은 의미로 사용되기도 한다.

## 개관
동질효소는 동일한 기능을 갖고 동일한 개체에 존재하는 동일한 효소의 다른 변이체로 정의한 R. L. 헌터(R. L. Hunter)와 클레멘트 마커트에 의해 1957년에 처음으로 기술되었다. 이 정의는 (1) 서로 다른 유전자의 산물이므로 서로 다른 유전자 자리를 나타내는 효소 변이체(동질효소라고 함)과 (2) 동일한 유전자의 서로 다른 대립유전자의 산물인 효소(동위효소라고 함)을 포함한다.
동질효소는 일반적으로 유전자 중복의 결과이지만 배수체화 또는 핵산 혼성화에 의해서도 발생할 수 있다. 진화의 시간이 지나면서 새로운 변이체의 기능이 원래의 기능과 동일하게 유지된다면 돌연변이가 축적됨에 따라 둘 중 하나가 소실되어 위유전자가 생성될 가능성이 높아진다. 그러나 돌연변이가 효소의 기능을 즉시 방해하지 않고 대신 기능이나 발현 패턴을 수정하면 두 변이가 모두 자연선택에 의해 선호되고 다른 기능에 특화될 수 있다. 예를 들어 다른 발현 단계 또는 다른 조직에서 발현될 수 있다.
알로자임은 점 돌연변이 또는 유전자의 암호화 서열에 영향을 미치는 삽입-결실로 인해 생성될 수 있다. 다른 새로운 돌연변이와 마찬가지로 새로운 동위효소에서 다음과 같은 세 가지 사건이 일어날 수 있다.
- 새로운 대립유전자가 기능하지 않을 가능성이 가장 높으며, 이 경우 적합도가 낮아지고 자연선택에 의해 개체군으로부터 제거될 것이다.[5]
- 대안적으로 변경된 아미노산 잔기가 효소의 비교적 중요하지 않은 부분(예: 활성 부위로부터 먼 거리)에 있는 경우, 돌연변이는 선택적으로 중성이며 유전적 부동의 대상이 될 수 있다.[6]
- 드문 경우지만 돌연변이는 더 효율적인 효소를 생성하거나 약간 다른 화학 반응을 촉매할 수 있는 효소를 생성할 수 있다.[6]

## 예

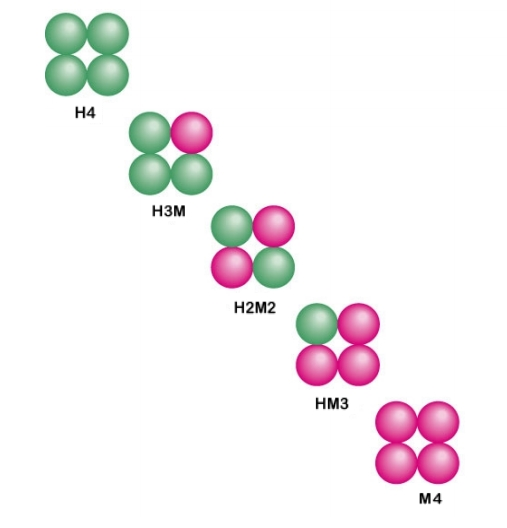
젖산 탈수소효소의 5가지 동질효소

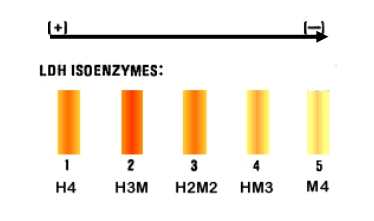
전기영동을 이용한 5가지 동질효소의 구별

동질효소의 예로는 포도당 6-인산에 의해 저해되지 않는 헥소키네이스의 변형인 글루코키네이스가 있다. 글루코키네이스의 다른 조절 기능과 포도당에 대한 낮은 친화도(다른 헥소키네이스에 비해)는 이자의 β 세포에 의한 인슐린 방출의 조절 또는 간세포에 의한 글리코젠 합성의 개시와 같은 특정 기관의 세포에서 다른 기능을 수행할 수 있도록 한다. 이 두 과정은 모두 포도당이 풍부한 경우에만 일어나야 한다.
1. 젖산 탈수소효소는 H형과 M형의 두 가지 다른 소단위체로 구성된 사량체이다. 이들은 조직에 따라 다른 조합으로 결합된다.
| 유형 | 구성 | 위치          | 전기영동 이동도 | 열에 의해 파괴되는지 여부 (60 °C에서) | 사람에서 정상 혈청의 비율 |
| ---- | ---- | ------------- | --------------- | ------------------------------------- | ------------------------- |
| LDH1 | HHHH | 심장과 적혈구 | 가장 빠름       | 아니오                                | 25%                       |
| LDH2 | HHHM | 심장과 적혈구 | 더 빠름         | 아니오                                | 35%                       |
| LDH3 | HHMM | 뇌와 콩팥     | 빠름            | 부분적                                | 27%                       |
| LDH4 | HMMM | 골격근과 간   | 느림            | 예                                    | 8%                        |
| LDH5 | MMMM | 골격근과 간   | 가장 느림       | 예                                    | 5%                        |

2. 크레아틴 포스포키네이스의 동질효소인 크레아틴 키네이스 또는 크레아틴 포스포키네이스는 포스포크레아틴의 크레아틴으로의 상호전환을 촉매한다.
크레아틴 포스포키네이스는 3가지 동질효소로 존재한다. 각각의 동질효소는 2개의 소단위체 M(근육), B(뇌) 또는 둘 다의 이량체이다.
| 동질효소 | 소단위체 | 기원 조직 |
| -------- | -------- | --------- |
| CPK1     | BB       | 뇌        |
| CPK2     | MB       | 심장      |
| CPK3     | MM       | 골격근    |

3. 알칼리성 인산가수분해효소의 6가지 동질효소가 확인되었다. 효소는 단량체이며, 동질효소는 탄수화물 함량(시알산 잔기)의 차이 때문이다. 가장 중요한 알칼리성 인산가수분해효소는 α1-알칼리성 인산가수분해효소, α2-열 불안정성 알칼리성 인산가수분해효소, α2-열 안정성 알칼리성 인산가수분해효소, pre-β 알칼리성 인산가수분해효소 및 γ-알칼리성 인산가수분해효소이다. α2-열 불안정성 알칼리성 인산가수분해효소의 증가는 간염을 암시하는 반면, pre-β 알칼리성 인산가수분해효소는 뼈 질환을 나타낸다.

## 동질효소의 구별
동질효소(및 동위효소)는 동일한 효소의 변이체이다. 기질 및 효소 반응속도론과 같은 생화학적 특성이 동일하지 않은 경우 생화학적 분석으로 구별할 수 있다. 그러나 그러한 차이는 일반적으로 미묘하며, 특히 중성 변이체인 동위효소 사이에서는 더욱 그렇다. 기능이 크게 다른 두 효소가 동질효소로 확인되지 않았을 가능성이 높기 때문에 이러한 미묘함이 예상된다.
동질효소는 기능면에서 거의 동일할 수 있지만 다른 면에서는 다를 수 있다. 특히 효소의 전하를 변화시키는 아미노산의 치환은 겔 전기영동으로 확인하기 쉽고, 이는 동질효소를 분자 표지자로 사용하는 기초를 제공한다. 동질효소를 동정하기 위해 동물 조직, 또는 식물 조직을 추출 완충액과 함께 분쇄하여 조단백질 추출물을 만들고, 겔 전기영동을 통해 추출물의 성분을 전하에 따라 분리한다. 역사적으로 이것은 일반적으로 감자 녹말로 만든 겔을 사용하여 수행되었지만 아크릴아마이드 겔이 더 나은 해상도를 제공한다.
조직의 모든 단백질은 겔에 존재하기 때문에 개별 효소는 기능을 염색 반응과 연결하는 분석을 사용하여 식별해야 한다. 예를 들어 검출은 효소의 활성 영역에서 생성되는 NADH 또는 NADPH와 같은 보조 인자에 의해 환원될 때 불용성이 되는 테트라졸륨 염과 같은 가용성 지시약 염료의 국부적인 침전을 기반으로 할 수 있다. 이 분석 방법은 분리 후에도 효소가 여전히 기능하는 것(네이티브 겔 전기영동)을 요구하며, 실험실 기술로 동질효소를 사용하는 데 가장 큰 어려움을 제공한다.
동질효소는 효소 반응속도론에서 차이가 난다(KM 및 Vmax 값이 다름).

## 분자 표지자로서 동질효소 및 동위효소
집단유전학은 본질적으로 개체군 내 및 개체군 간의 유전적 변이의 원인과 영향에 대한 연구이며, 과거에는 동질효소가 이러한 목적을 위해 가장 널리 사용되는 분자 표지자 중 하나였다. 지금은 보다 유용한 정보를 주는 DNA 기반의 접근 방식(예: DNA 시퀀싱, 단일염기 다형성, 미세부수체)으로 대체되었지만 여전히 개발하기에 가장 빠르고 가장 저렴한 표지자 시스템 중 하나이며 낮은 수준의 유전적 변이(예: 교배 방식을 정량화하기)만 식별해야 하는 프로젝트에 대한 탁월한 선택(2005년 기준)으로 남아 있다.

## 기타 주요 사례
- 사이토크롬 P450 동질효소는 대사 및 스테로이드 생성에 중요한 역할을 한다.
- 다양한 형태의 포스포다이에스터레이스는 또한 다양한 생물학적 과정에서 중요한 역할을 한다. 이러한 효소의 한 가지 이상의 형태가 개별 세포에서 발견되었지만 이러한 효소의 동형은 생물체의 다양한 세포에 불균등하게 분포되어 있다. 임상적 관점에서 이들은 선택적으로 활성화 및 억제되는 것으로 밝혀져 치료에 사용하게 되었다.

## 같이 보기
- 효소
- 동위효소

## 참고 문헌
- Hunter, R. L.; Merkert, C.L. (1957). “Histochemical demonstration of enzymes separated by zone electrophoresis in starch gels”. 《Science》 125 (3261): 1294–1295. doi:10.1126/science.125.3261.1294-a. PMID 13432800.
- Weiss, B.; Hait, W.N. (1977). “Selective cyclic nucleotide phosphodiesterase inhibitors as potential therapeutic agents”. 《Annu. Rev. Pharmacol. Toxicol.》 17: 441–477. doi:10.1146/annurev.pa.17.040177.002301. PMID 17360.
- Wendel, JF, and NF Weeden. 1990. "Visualisation and interpretation of plant isozymes." pp. 5–45 in D. E. Soltis and P. S. Soltis, eds. Isozymes in plant biology. Chapman and Hall, London.
- Weeden, NF, and JF Wendel. 1990. "Genetics of plant isozymes". pp. 46–72 in D. E. Soltis and P. S. Soltis, eds. Isozymes in plant biology. Chapman and Hall, London
- Crawford, DJ. 1989. "Enzyme electrophoresis and plant systematics". pp. 146–164 in D. E. Soltis and P. S. Soltis, eds. Isozymes in plant biology. Dioscorides, Portland, Oregon.
- Hamrick, JL, and MJW Godt. 1990. "Allozyme diversity in plant species". pp. 43–63 in A. H. D. Brown, M. T. Clegg, A. L. Kahler and B. S. Weir, eds. Plant Population Genetics, Breeding, and Genetic Resources. Sinauer, Sunderland
- Biochemistry by jeremy M. Berg, John L. Tymoczko, Lubert Stryer (Intro taken from this textbook)